# Sokołówka (województwo łódzkie)
Sokołówka – kolonia w Polsce położona w województwie łódzkim, w powiecie tomaszowskim, w gminie Żelechlinek.
W latach 1975–1998 miejscowość położona była w województwie piotrkowskim.